# Gewone tweevleugel
De gewone tweevleugel (Cloeon dipterum) is een haft uit de familie Baetidae. De wetenschappelijke naam werd gepubliceerd in 1761 door Carl Linnaeus.
De soort komt voor in het Nearctisch gebied en het Palearctisch gebied.